# Krasmirovac
Krasmiroc en albanais et Krasmirovac en serbe latin (en serbe cyrillique : Красмировац) est une localité du Kosovo située dans la commune/municipalité de Skenderaj/Srbica et dans le district de Mitrovicë/Kosovska Mitrovica. Selon le recensement kosovar de 2011, elle compte 215 habitants, tous albanais.

## Démographie

### Évolution historique de la population dans la localité
| 1948 | 1953 | 1961 | 1971 | 1981 | 1991 | 2011 |
| ---- | ---- | ---- | ---- | ---- | ---- | ---- |
| 221  | 219  | 252  | 336  | 387  | 405  | 215  |

|  |